# Charles Péguy
Charles Péguy (Orleães, 7 de Janeiro de 1873 – 5 de Setembro de 1914), foi um escritor, um notável poeta, ensaísta e editor francês. Suas duas filosofias principais eram o socialismo e o nacionalismo, mas no máximo em 1908, após anos de agnosticismo inquieto, ele se tornou um católico romano crente, mas não praticante. A partir dessa época, o catolicismo influenciou fortemente suas obras.

## Biografia
Péguy nasceu pobre em Orléans. Sua mãe Cécile, viúva quando ele era criança, ganhava a vida consertando cadeiras. Seu pai, Désiré Péguy, era um marceneiro, que morreu em 1874 em consequência de ferimentos de combate. Péguy estudou no Lycée Lakanal em Sceaux, ganhando uma bolsa na École normale supérieure (Paris), onde assistiu notavelmente às palestras de Henri Bergson e Romain Rolland, de quem fez amizade. Ele saiu formalmente sem se formar, em 1897, embora tenha continuado a assistir a algumas palestras em 1898. Influenciado por Lucien Herr, bibliotecário da École Normale Supérieure, ele se tornou um fervoroso Dreyfusard.
Em 1897, Péguy casou-se com Charlotte-Françoise Baudoin; eles tiveram uma filha e três filhos, um dos quais nasceu após a morte de Péguy. Por volta de 1910, ele se apaixonou profundamente por Blanche Raphael, uma jovem amiga judia; no entanto, ele foi fiel à esposa.
Desde os primeiros anos, ele foi influenciado pelo socialismo. Ele ingressou no Partido Socialista em 1895. De 1900 até sua morte em 1914, foi o principal colaborador e editor da revista literária Les Cahiers de la Quinzaine, que inicialmente apoiou o diretor do Partido Socialista Jean Jaurès. No entanto, Péguy acabou por encerrar esse apoio depois de começar a ver Jaurès como um traidor da nação e do socialismo. Nos Cahiers, Péguy publicou não apenas seus próprios ensaios e poesias, mas também obras de importantes autores contemporâneos, como Romain Rolland.
Seu poema em verso livre, "Pórtico do Mistério da Segunda Virtude", teve mais de 60 edições na França. Foi um livro favorito de Charles de Gaulle.
Quando estourou a Grande Guerra, Péguy tornou-se tenente da 19ª companhia do 276º Regimento de Infantaria francês. Ele morreu em batalha, com um tiro na testa, perto de Villeroy, Yonne, na véspera do início da Batalha do Marne. Há um memorial a Péguy perto do campo onde ele foi morto.

## Influência
Benito Mussolini referiu-se a Péguy como uma "fonte" para o fascismo. Durante a Segunda Guerra Mundial, tanto os apoiadores quanto os adversários da França de Vichy citaram Péguy. Edmond Michelet foi o primeiro de muitos membros da Resistência Francesa a citar Péguy; de Gaulle, familiarizado com a escrita de Péguy, citou-o em um discurso de 1942. Aqueles que se opunham às leis anti-semitas de Vichy frequentemente o citavam. Em contraste, Robert Brasillach elogiou Péguy como um "nacional-socialista francês", e os filhos de Péguy, Pierre e Marcel, escreveram que seu pai foi uma inspiração para a ideologia da Revolução Nacional de Vichy e "acima de tudo, um racista". Foi escrito que Péguy provavelmente teria ficado horrorizado com sua influência futura no fascismo.
O romancista inglês Graham Greene aludiu a Péguy em Brighton Rock, enquanto The Heart of the Matter tem como epígrafe uma citação de Péguy. Em The Lawless Roads Greene se refere a Péguy "desafiando a Deus na causa dos condenados".
O teólogo suíço Hans Urs von Balthasar, ao descrever a história da arte como uma aproximação contínua, às vezes mais e às vezes menos bem-sucedida da criatividade de Deus, observou que a Eva de Peguy foi uma "redenção teológica do projeto de Proust", o que significa que onde Proust era dotado de memória e caridade, a véspera de Peguy - não necessariamente o próprio Peguy - foi dotada de memória, caridade e conhecimento direto da redenção de Deus.
Geoffrey Hill publicou um poema em 1983 em homenagem a Péguy, intitulado O mistério da caridade de Charles Péguy.

## Citações famosas
"O pecador está no coração do Cristianismo. Ninguém é tão competente quanto o pecador em assuntos do Cristianismo. Ninguém, exceto o santo." Esta é a epígrafe do romance de Graham Greene, The Heart of the Matter (1948).
"Nunca se saberá quais atos de covardia foram cometidos por medo de não parecer suficientemente progressista." (Notre Patrie, 1905)
“A tirania é sempre melhor organizada do que a liberdade”.
"A ética kantiana tem mãos limpas, mas, por assim dizer, na verdade não tem mãos."
"Que enlouquecedor, diz Deus, será quando não houver mais franceses."
"Haverá coisas que eu faço que ninguém vai entender." (Le Mystère des saints Innocents)
“É impossível escrever a história antiga porque não temos fontes suficientes, e impossível escrever a história moderna porque temos muitas.” (Clio, 1909)
"Tudo começa no misticismo e termina na política." (Notre Jeunesse, 1909)

## Obras
Ensaios
- (1901). De la Raison.
- (1902). De Jean Coste.
- (1905). Notre Patrie.
- (1907–08). Situações.
- (1910). Notre Jeunesse.
- (1910). Victor-Marie, Comte Hugo.
- (1911). Un Nouveau Théologien.
- (1913). L'Argent.
- (1913). L'Argent Suite.
- (1914). Note sur M. Bergson et la Philosophie Bergsonienne.
- (1914). Nota Conjointe sur M. Descartes et la Philosophie Cartésienne (póstumo).
- (1931). Clio. Dialogue de l'Histoire et de l'âme Païenne (póstumo).
- (1972). Véronique. Dialogue de l'Histoire et de l'âme Charnelle. Paris: Gallimard (póstumo).

Poesia
- (1912). Le Porche du Mystère de la Deuxième Vertu.
- (1913). La Tapisserie de Sainte Geneviève et de Jeanne d'Arc.
- (1913). La Tapisserie de Notre-Dame.
- (1913). Ève.

Tocam
- (1897). Jeanne d'Arc. Paris: Librairie de la Revue Socialiste.
- (1910). Le Mystère de la Charité de Jeanne d'Arc.
- (1912). Le Mystère des Saints Innocents.

Miscelânea
- (1927). Lettres et Entretiens (póstumo).
- (1980). Correspondência, 1905–1914: Charles Péguy - Pierre Marcel. Paris: Minard (póstumo).

Obras Coletadas
- (1916–55). Œuvres Complètes de Charles-Péguy. Paris: Gallimard (20 vols.).
- (1941). Œuvres Poétiques Complètes. Bibliothèque de la Pléiade: Gallimard.
- (1987-92). Œuvres en Prose Complètes:
  - Tome I. Bibliothèque de la Pléiade: Gallimard, 1987.
  - Tome II. Bibliothèque de la Pléiade: Gallimard, 1988.
  - Tome III. Bibliothèque de la Pléiade: Gallimard, 1992.